# Lormaison
Lormaison – miejscowość i gmina we Francji, w regionie Hauts-de-France, w departamencie Oise.
Według danych na rok 1990 gminę zamieszkiwało 1167 osób, a gęstość zaludnienia wynosiła 234 osoby/km² (wśród 2293 gmin Pikardii Lormaison plasuje się na 244. miejscu pod względem liczby ludności, natomiast pod względem powierzchni na miejscu 875.).